# Пероксиды
Перокси́ды или пе́рекиси — сложные химические соединения, в которых атомы кислорода соединены друг с другом, в результате чего молекула кислорода в общем анионе O2−2 имеет степень окисления −1.

## Свойства
Пероксиды легко выделяют кислород. Для неорганических веществ рекомендуется использовать термин «пероксид», для органических веществ и сегодня в русском языке часто используют термин «перекись». Пероксиды многих органических веществ взрывоопасны (пероксид ацетона), в частности, они легко образуются фотохимически при длительном освещении эфиров в присутствии кислорода. Поэтому перед перегонкой многие эфиры (диэтиловый эфир, тетрагидрофуран) требуют проверки на отсутствие пероксидов.
Пероксиды замедляют синтез белка́ в клетке.
В зависимости от структуры различают собственно пероксиды, надпероксиды, неорганические озониды.

## Пероксиды (перекиси)
Пероксиды — вещества, содержащие пероксогруппу —О—О— (например, пероксид водорода (Н2О2), пероксид натрия (Na2O2)). В пероксидах кислород имеет степень окисления −1. Существуют неорганические и органические пероксиды.
Неорганические пероксиды в виде бинарных или комплексных соединений известны почти для всех элементов. Пероксиды щелочных и щёлочноземельных металлов реагируют с водой, образуя соответствующий гидроксид и пероксид водорода.
Органические пероксиды подразделяются на диалкилпероксиды, алкилгидропероксиды, диацилпероксиды, ацилгидропероксиды (пероксокарбоновые кислоты), циклические пероксиды. Органические пероксиды термически неустойчивы и часто взрывоопасны. Используются как источники свободных радикалов в органическом синтезе и промышленности (ди-трет-бутилпероксид, диацетилпероксид), окисляющие антисептики (пероксид бензоила).

## Надпероксиды
Надпероксиды (надперекиси, гипероксиды, супероксиды) — неорганические соединения, содержащие супероксидный анион {\displaystyle {\ce {O2^-}}}, например, надпероксид калия KO2. Кислородные соединения, содержащие атомы О в степени окисления −1⁄2, известны для щелочных, щёлочноземельных металлов, солей тетраалкиламмония и некоторых комплексов (напр. кобальта). Надпероксиды используют для регенерации выдыхаемой газовой смеси, в частности в изолирующих противогазах.

## Озониды и триоксиды
Неорганические озониды — соединения, содержащие анион {\displaystyle {\ce {O3^-}}}, например, озонид калия КО3. Известны для щелочных, щёлочноземельных металлов и солей тетраалкиламмония. Очень неустойчивы.
Органические озониды — соединения, имеющие группу -O-O-O- в цикле. Их обычно получают взаимодействием озона с алкенами. Циклические озониды незатрудненных алкенов практически сразу перегруппировываются в изоозониды (также являющиеся пероксидными соединениями).
Гидротриоксиды — органические соединения, содержащие линейную группу -O-O-OH. Существуют также диалкилтриоксиды R-O-O-O-R, например, относительно стабильный линейный бис(трифторметил)триоксид CF3-O-O-O-CF3.